# Palthis callaoensis
Palthis callaoensis là một loài bướm đêm trong họ Noctuidae.